# Agbani Darego
Agbani Asenite Darego (Lagos, Nigéria, 22 de dezembro de 1982) é uma modelo que venceu o concurso de Miss Mundo 2001. 
Ela foi a primeira nigeriana, a primeira negra africana e a primeira da África Subsariana a vencer o concurso, derrotando outras 92 concorrentes no evento realizado na África do Sul.   

## Biografia
Agbani nasceu em Rivers State, Lagos, na Nigéria, e tem sete irmãos. Sua mãe morreu de câncer de mama quando ela tinha apenas 12 anos de idade.   
Depois de sua formação básica, estudou Ciências da Computação na Universidade de Port Harcourt e anos depois de ser Miss Mundo, estudou Psicologia na Universidade de Nova Iorque.
É fã de ioga.

## Participação em concursos de beleza

### Most Beautiful Girl in Nigeria
Ainda adolescente, Agbani participou do concurso de modelos M-Net Face of Africa. Em 2001, ela venceu o concurso Most Beautiful Girl in Nigeria (MBGN), o que lhe deu o direito de ir ao Miss Universo e ao Miss Mundo.

### Participação no Miss Universo 2001
Agbani foi a primeira Miss Nigéria a se classificar no Miss Universo, tendo entrado no Top 10 do Miss Universo 2001.

### Participação no Miss Mundo 2001
Meses após participar do Miss Universo, Agbani venceu o Miss Mundo 2001, realizado na África do Sul. Ela derrotou outras 92 concorrentes e recebeu como prêmio U$ 100 mil.
Durante seu reinado, ela morou em Londres e fez diversos trabalhos como modelo para revistas como a Vogue, Elle, Marie Claire, Cosmopolitan entre outras. Ela também visitou vários países.
Anos depois, sobre sua vitória, ela declarou: "penso que tive a sorte de estar no lugar certo na hora certa".
Em janeiro de 2013 a revista This Style da Nigéria escreveu: "ficamos felizes quando ela foi chamada para o Top 10. Então o Top 10 foi reduzido para um Top 3 e quando a terceira colocada foi chamada, ela continuava na disputa. Todos rezamos e roemos nossas unhas. A celebração que tomou conta do país aquela noite ainda hoje não pode ser descrita, quando seu nome foi anunciado como Miss Mundo." 

## Vida após o Miss Mundo
Após coroar sua sucessora, Agbani se envolveu com diversas causas sociais na Nigéria. Ela também estudou psicologia e possui uma marca de roupas e acessórios.
Foi jurada do Miss Mundo 2014 e do Miss Mundo 2015 e é modelo da Ford Models NY.   
Como modelo, chegou a ter um contrato com a marca L'Oréal e a trabalhar para costureiros como Christian Dior, Oscar de la Renta e Ralph Lauren. 
Em abril de 2017 ela casou-se com Ishaya Danjuma, filho de um ex-ministro da Defesa da Nigéria. O casamento aconteceu em Marraquexe, no Marrocos.
Em outubro de 2018 Agbani anunciou em seu Instagram que havia sido mãe de um menino em setembro de 2018.
Em dezembro de 2020 ela postou em seu Instagram uma imagem com uma cegonha carregando um bebê (aqui), porém não se sabe se ela já tinha dado à luz uma segunda criança ou anunciado que estava grávida, tendo a BBC repercutido o assunto, com o título: "Agbani Darego: Ishaya Danjuma e a vencedora do Miss Mundo 2001 dão as boas-vindas a segundo bebê?"  Já o jornal Pulse da Nigéria noticiou que o nascimento havia acontecido. 